# Diaea pulleinei
Diaea pulleinei là một loài nhện trong họ Thomisidae.
Loài này thuộc chi Diaea. Diaea pulleinei được William Joseph Rainbow miêu tả năm 1915.